# إريك بيك
اريك بيك (بالإنجليزية: Eric Peck)‏ هو لاعب كرة قدم أسترالية أسترالي، ولد في 1 أغسطس 1899، وتوفي في 18 يوليو 1948.

## وصلات خارجية
- اريك بيك على موقع AustralianFootball.com (الإنجليزية)
- اريك بيك على موقع AFLtables.com (الإنجليزية)